# Liste der Bodendenkmäler in Guttenberg (Oberfranken)
Auf dieser Seite sind die Bodendenkmäler in der oberfränkischen Gemeinde Guttenberg zusammengestellt. Diese Tabelle ist eine Teilliste der Liste der Bodendenkmäler in Bayern. Grundlage ist die Bayerische Denkmalliste, die auf Basis des Bayerischen Denkmalschutzgesetzes vom 1. Oktober 1973 erstmals erstellt wurde und seither durch das Bayerische Landesamt für Denkmalpflege geführt wird. Die folgenden Angaben ersetzen nicht die rechtsverbindliche Auskunft der Denkmalschutzbehörde.

## Bodendenkmäler in Guttenberg
| Lage                     | Objekt | Akten-Nr.     | Bild                                                      |
| ------------------------ | --- | ------------- | --------------------------------------------------------- |
| Nähe Kirchweg (Standort) | Spätmittelalterliche und frühneuzeitliche Vorgängerbauten der evangelischen Pfarrkirche St. Georg.                                                               | D-4-5835-0058 | Spätmittelalterliche und frühneuzeitliche Vorgängerbauten |
| Schloßallee 1 (Standort) | Untertägige Teile des frühneuzeitlichen Schlosses Guttenberg sowie Fundamente von Vorgängerbauten der Burganlage des späten Mittelalters und der frühen Neuzeit. | D-4-5835-0059 | weitere Bilder                                            |